# Epirhyssa zaphyma
Epirhyssa zaphyma är en stekelart som beskrevs av Porter 1978. Epirhyssa zaphyma ingår i släktet Epirhyssa och familjen brokparasitsteklar. Inga underarter finns listade i Catalogue of Life.